# Augusto Novelli
Augusto Novelli  également connu sous le nom de Novellino (né le 17 janvier 1867 à Florence et mort le 7 novembre 1927 à Carmignano) est un écrivain, dramaturge et journaliste satirique italien.
Dramaturge prolifique il a écrit plus de cinquante pièces dramatiques, dont beaucoup en dialecte toscan (florentin) et est considéré par la critique comme l'un des pères fondateurs du théâtre moderne vernaculaire (dialecte)  florentin.

## Biographie
Augusto Novelli, né à Florence le 17 janvier 1867, est essentiellement autodidacte et réussit à devenir un érudit intellectuel malgré une faible scolarité qui s'est terminée après trois années d'école primaire.
Enthousiasmé par l'univers créatif du théâtre italien depuis son plus jeune âge, il termine dès l'adolescence la farce Una sfida ai bagni (un défi aux bains) et écrit au cours des années 1880 des pièces comme La capanna del veterano (La cabane du véteran) et La Società dei senza testa (La société des sans tête).
En 1888, Novelli devient rédacteur en chef du magazine satirique qu'il a fondé Il vero Monello, et manifeste aussitôt une attention particulière pour la cause du drame florentin, qui a commencé à apparaître en 1892 dans le journal de Novelli dans la forme vernaculaire florentine,.
En tant que membre actif politique de l'intelligentsia depuis le début de sa carrière, Novelli est surveillé et dans les années 1890, écope d'une peine de prison de 15 mois pour son adhésion au mouvement socialiste, Néanmoins Novelli sera par la suite exclu par les éléments radicaux du parti socialiste italien pour ses idées jugées trop réformistes.
L'acqua cheta (L'eau plate) qui est considérée comme étant son travail théâtral le plus achevé est jouée le 28 janvier 1908 au Teatro Alfieri de Florence. Bien qu'étant saluée comme un chef-d'œuvre classique de la comédie florentine  et le début du théâtre moderne vernaculaire florentine, la pièce lors de sa première fait l'objet de critiques mitigées. La seule critique positive émane de Mario Ferrigni. La pièce connaît néanmoins un immense succès populaire parmi les amateurs de théâtre.
Par la suite la pièce est transformée en opérette avec l'apport d'une partition musicale du compositeur Giuseppe Pietri : l'opérette de Pietro Novelli a été créée à Rome le 27 novembre 1920.
La collaboration fructueuse de Novelli avec Alfieri inclut les premières de Acqua passata (eau sous le pont) en 1908 ; Casa mia (ma maison), L'ascensione (l'Ascension) et  L'Ave Maria (Ave Maria) en 1909 ; Gallina vecchia (La vieille poule) en 1911 ; La cupola (la coupole) en 1913 et Canapone en 1914.
Parmi les collaborateurs de Novelli dans le monde théâtral figure l'influent acteur-directeur Andrea Niccoli (1862–1917), connu pour être le promoteur de l'instrumental de L'acqua cheta et autres pièces de théâtre.
Pietro Novelli meurt le 7 novembre 1927, à l'âge de 60 ans. Il passe ses dernières années dans la solitude à Carmignano (environ 20 km à l'ouest de Florence), où un buste commémoratif est installé dans la salle municipale.

## Œuvres
La date entre parenthèses est celle de la première représentation.
- La capanna del veterano (1882)
- Un campagnolo ai bagni, comédie en trois actes (Florence, Teatro Rossini, 1887)
- L'amore sui tetti, comédie en trois actes (Florence, Teatro Niccolini, 12 janvier 1890)
- Deputato per forza, comédie en trois actes  (1890)
- La vergine del Lippi, (Florence, 25 septembre 1890)
- Uno, due e tre!, monologue (Florence, Arena Nazionale, printemps 1892)
- Per il Codice, drame en deux actes (Florence, Arena Nazionale, septembre 1892)
- Il Morticino, scène populaire en un acte (1893)
- Purgatorio, Inferno e Paradiso, scènes populaires florentines (Florence, Teatro Alfieri, 10 mars 1894)
- Un invito a pranzo, (Florence, Teatro Nuovo, printemps 1894)
- I Mantegna, drame en cinq actes (1894)
- Linea Viareggio-Pisa-Roma, comédie en trois actes (1895)
- Una scossa ondulatoria, comédie en trois actes (1895)
- Brunotta, un acte (1895)
- La macchina Casimir, comédie en trois actes (1898)
- Dopo, drame en deux actes (Venise, Teatro Goldoni, 29 octobre 1898)
- Il peccato, drame en trois actes (1899)
- I morti, drame en trois actes (Florence, Arena Nazionale, 20 juin 1900)
- La chiocciola, comédie satirique  (Florence, Arena Nazionale, printemps 1901)
- La signorina della quarta pagina, comédie en trois actes (1905)
- Gli ozi di Capua, comédie en trois actes (1905)
- Vecchi eroi, comédie en trois actes (Florence, Politeama Nazionale, 5 janvier 1906)
- Si scopron le tombe..., un acte, histoire (1907)
- La bestia nera, comédie en trois actes en dialecte florentin (Rome, Teatro Quirino, 1907)
- L'acqua cheta (it), comédie en trois actes en dialecte (Florence, Teatro Alfieri, 29 janvier 1908)
- Casa mia, casa mia..., comédie en trois actes en dialecte (Florence, Teatro Alfieri, carneval 1908)
- Acqua passata, scènes populaires en un acte en dialecte florentin (Florence, Teatro Alfieri, 29 février 1908)
- L'Ascensione, comédie en trois actes en dialecte florentin (Florence, Teatro Alfieri, carneval 1909)
- L'Ave Maria, comédie en trois actes (1909)
- Così faceva mio nonno, comédie en trois actes  (1910)
- Gallina vecchia (it), comédie en trois actes  (Florence, Teatro Alfieri, février, 1911)
- Firenze a zig-zag, revue (1912)
- Quando la pera è matura, comédie en trois actes  (Florence, Teatro Alfieri, janvier 1912)
- La si decida, comédie en trois actes  (1912)
- Il Coraggio, un acte (Florence, mars 1913)
- Chi è causa del suo male, comédie dramatique en dialecte florentin en trois actes (Florence, Teatro Alfieri, carneval 1913)
- La Cupola, comédie historique en quatre actes (Florence, Teatro Alfieri, 8 février 1913)
- Canapone (Leopold II Grand-duc de Toscane), comédie historique en quatre actes (Florence, Teatro Alfieri, 11 février 1914)
- Il tramonto di Boccaccio, comédie historique en trois actes (Florence, Teatro Alfieri, 21 mars 1914)
- Pollo freddo, comédie en trois actes  (1914)
- Lupo perde il vizio, comédie en trois actes  (1915)
- Dal dire al fare, comédie en trois actes  (1916)
- ...e chi vive si dà pace, comédie en trois actes  (Turin, Teatro Carignano, décembre 1916)
- Le... sue prigioni, comédie en trois actes  (Milan, Teatro Olimpia, septembre 1917)
- Il figlio del reggimento, un acte allègre (1917)
- Lealtà, un acte (1918)

## Œuvre lyrique
- Santa poesia (it) (Les 5 journées de Milan)